# Парный трейдинг
Парный трейдинг (англ. Pairs trading) — рыночно-нейтральная инвестиционная стратегия, основанная на использовании феномена корреляции стоимости некоторых ценных бумаг.
Например, в случае роста цены на нефть, большинство акций нефтяных компаний также начнут расти в цене, и наоборот, в случае падения цены на нефть большинство акций нефтяных компаний будут падать в цене. Однако каждая из этих акций будет расти или падать по своему, какая-то из них больше, а какая-то меньше. Основной принцип Парного трейдинга заключается в выявлении пары ценных бумаг с высокой степенью корреляции, одна из которых значительно выросла или упала в цене относительно другой, после чего происходит короткая продажа переоцененной ценной бумаги и покупка недооцененной ценной бумаги. Таким образом, формируется Бета-нейтральный портфель, доходность которого будет зависеть не от общего направления движения рынка, а от будущего отношения стоимости одной ценной бумаги к другой.

## Расчет основных параметров
Для примера рассмотрим пару из акции «Лукойл» и акции «Газпром нефть», коэффициент корреляции которых за 2009 год составил 0,743. Расчет коэффициента корреляции производится по формуле:
{\displaystyle \rho _{AB}={\frac {\mathrm {Cov} _{AB}}{\sigma _{A}\sigma _{B}}}}
Где:
ρAB — коэффициент корреляции между доходностью актива A и актива B;
CovAB — ковариация доходности актива А и доходности актива B;
σA — стандартное отклонение доходности актива A;
σB — стандартное отклонение доходности актива B;
Для того чтобы определить соотношение стоимости двух активов достаточно цену одного актива поделить на цену другого:
{\displaystyle \mathrm {Ratio} _{\mathrm {LKOH/SIBN_{t}} }={\frac {\mathrm {P_{LKOH_{t}}} }{\mathrm {P_{SIBN_{t}}} }}={\frac {1693,38}{163,73}}=10,34}
Где:
PLKOHt — стоимость акций «Лукойл» в момент времени t (31.12.2009);
PSIBNt — стоимость акций «Газпром нефть» в момент времени t (31.12.2009);
Теперь необходимо определить долевые коэффициенты активов в Бета-нейтральном портфеле. За 2009 год Бета-коэффициент акций «Лукойл» составил 1,01. В случае же с акциями «Газпром нефть» Бета-коэффициент составил 0,87. Зная эти данные, легко определить долю каждой акции в рыночно-нейтральном портфеле:
{\displaystyle {\begin{cases}\mathrm {X} _{\mathrm {LKOH} }+\mathrm {X} _{\mathrm {SIBN} }=1\\(\mathrm {X} _{\mathrm {LKOH} }\cdot {1,01})=(\mathrm {X} _{\mathrm {SIBN} }\cdot {0,87})\end{cases}}}
{\displaystyle \mathrm {X} _{\mathrm {LKOH} }=0,46;\quad \mathrm {X} _{\mathrm {SIBN} }=0,54}
Следующим шагом является построение исторических значений соотношения стоимости активов, для этого вышеописанная процедура выполняется для каждого момента времени t в рассматриваемом периоде. Значение Бета коэффициентов в каждый момент времени будут иметь разное значение, что также отразится на долевых коэффициентах, поэтому для каждого момента времени все коэффициенты пересчитываются. Ниже представлен график соотношения стоимости акций «Лукойл» и акций «Газпром нефть», рассчитанный по дневным ценам закрытия начиная с июня 2002 года, а также его 200-дневная скользящая средняя. Кроме того, на графике представлены исторические значения Беты и долевых коэффициентов каждой акции. Для расчета Бета-коэффициента на каждый момент времени использовались значения доходности двухсот предыдущих торговых дней.

## Технический анализ в Парном трейдинге
На небольших временных интервалах ключевым фактором, на основе которого принимается решение о том, что один актив недооценен или переоценен относительно другого, является отклонение текущего соотношения от значения его скользящей средней:
{\displaystyle \mathrm {Deviation} _{(A/B)}=\mathrm {Ratio} _{(A/B)_{t}}-\mathrm {SMA} _{(A/B)_{t}}}
{\displaystyle \mathrm {SMA} _{(A/B)}={\frac {\sum _{i=1}^{n}\mathrm {Ratio} _{(A/B)_{t}}}{n}}}
Где:
n — количество учитываемых t в периоде усреднения.
Если текущее отклонение соотношения от его средней скользящей находится глубоко в отрицательной зоне, это означает, что актив, расположенный в числителе, недооценен относительно актива, расположенного в знаменателе. И наоборот, если текущее отклонение соотношения от его средней скользящей находится глубоко в положительной зоне, это означает, что актив, расположенный в числителе, переоценен относительно актива, расположенного в знаменателе.
На графике, это отклонение представлено как Абсолютное отклонение LKOH/SIBN от 200-дневной скользящей средней. Как видно, главный принцип Технического анализа, заключающийся в возврате отклонившихся значений к своим средним величинам, подтверждается и для соотношений стоимости двух активов. Кроме того, подтверждается и другой элемент Технического анализа — уровни поддержки и сопротивления, которые можно визуально определить, как на графике самого соотношения, так и на графике его отклонения от средней.
Проанализировав графики и определив в паре недооцененный и переоцененный актив, одновременно совершается длинная покупка недооцененного актива и короткая продажа переоцененного актива, с расчетом на возврат их соотношения в ближайшем будущем к своему среднему значению. При этом доля каждого актива в структуре портфеля должна рассчитываться исходя из Беты обоих активов на момент совершения сделки. Кроме того, поскольку значение Беты не постоянно, периодически необходимо корректировать структуру портфеля, для поддержания его в рыночно-нейтральном состоянии. Когда же соотношения стоимости активов достигнет своего среднего значения, совершается обратная сделка с целью фиксации прибыли.
Несмотря на кажущуюся простоту стратегии, у неё существуют свои подводные камни. Дело в том, что Абсолютное отклонение не учитывает волатильности Соотношения, что представляет определенные риски. К примеру, Абсолютное отклонение может показать благоприятный момент для входа в позицию, поскольку оно находится на максимальных или минимальных исторических значениях, образующих уровни поддержки и сопротивления, однако если в текущий момент у Соотношения будет повышенная волатильность, то вполне вероятно, что эти уровни могут быть пробиты. Учесть риск повышенной волатильности позволяет отклонение соотношения, выраженное в величинах Стандартного отклонения σ:
{\displaystyle \mathrm {Deviation} (\sigma )_{(A/B)_{t}}={\frac {\mathrm {Ratio} _{(A/B)_{t}}-\mathrm {SMA} _{(A/B)_{t}}}{\sigma _{\mathrm {(A/B)_{t}} }}}}
{\displaystyle \sigma _{\mathrm {(A/B)_{t}} }={\sqrt {\frac {\sum _{i=1}^{n}(\mathrm {Ratio} _{(A/B)_{t}}-\mathrm {SMA} _{(A/B)_{t}})^{2}}{n}}}}
Как видно на графике, отклонение, выраженное через σ, показывает меньшую величину, чем Абсолютное отклонение, при повышенной волатильности, и большую величину, чем Абсолютное отклонение, при пониженной волатильности. Это означает, что в периоды относительно стабильного соотношения стоимости активов входить в позицию можно при небольшой величине Абсолютного отклонения, поскольку, несмотря на меньшую прибыль с одной сделки, соотношение чаще возвращается к среднему значению, обеспечивая большее количество возможных сделок и повышая тем самым доходность. И наоборот, в периоды нестабильности соотношения, величина отклонения становится больше, а его возврат к средней происходит реже, в связи с чем сделок рекомендуется совершать меньше и на большем удалении от средней.
Ещё одним важным фактором является относительная сила и направление средней скользящей. Если её величина находится на значительном удалении от нуля и совпадает с направлением Абсолютного отклонения, это говорит о возможном схлопывании отклонения, но не за счет возврата соотношения к средней, а за счет приближения самой средней к текущему соотношению. Если же направление средней скользящей противоположно текущему Абсолютному отклонению, то очень высока вероятность возврата соотношения к своему среднему значению в ближайшем будущем.
{\displaystyle \mathrm {Trend} _{SMA(A/B)_{t}}=\left({\left({\frac {\mathrm {SMA} _{(A/B)_{t}}}{\mathrm {SMA} _{(A/B)_{t-1}}}}\right)-1}\right)\cdot 100}
Торговля парами по отклонениям наиболее эффективна на краткосрочных временных интервалах (в пределах нескольких дней), на более же длинных периодах целесообразно торговать парами на границах исторического канала соотношения, образованных историческим минимумом и максимумом. Границы канала выступают мощными уровнями поддержки и сопротивления, при этом, чем уже у пары ширина канала и чем большее количество экстремумов «тестировавших» на прочность эти границы, тем более привлекательна данная пара для торговли. В качестве критерия, при сравнении ширины исторического канала у различных пар, используется процентное отношение исторического максимума к историческому минимуму.
{\displaystyle \mathrm {Width} _{(A/B)}=\left({\frac {\mathrm {Ratio} _{(A/B)}\mathrm {max} }{\mathrm {Ratio} _{(A/B)}\mathrm {min} }}\right)\cdot 100}

## Фундаментальный анализ в Парном трейдинге
При торговле на больших временных интервалах одного технического анализа недостаточно для выявления недооцененного или переоцененного актива, так как расхождение в их стоимости могло быть вызвано фундаментальными факторами, поэтому для оценки соотношений стоимости активов в долгосрочном периоде применяется фундаментальный анализ, основанный на сравнении финансовых мультипликаторов эмитентов, исследуемых ценных бумаг. Анализ можно проводить практически по любым финансовым показателям, отражающим эффективность деятельности компании, однако в данной статье будут рассмотрены лишь некоторые из них.
Как известно, существует множество моделей фундаментальной оценки справедливой стоимости акций, одна из них основана на дисконтировании будущей чистой прибыли, другая на текущей балансовой стоимости компании. В первой модели подразумевается, что чистая прибыль компании будет увеличивать её собственный капитал, а поскольку эта прибыль будет получена только в будущем, её дисконтируют с учётом текущей безрисковой процентной ставки. Однако точно спрогнозировать будущие потоки чистой прибыли невозможно, поэтому чаще всего её текущее значение экстраполируется на будущие периоды. Учитывая, что речь идет об оценке стоимости акции, то в качестве показателя чистой прибыли используется коэффициент EPS (англ. Earnings Per Share), отражающий величину чистой прибыли компании приходящейся на её одну обыкновенную акцию:
{\displaystyle \mathrm {EPS} ={\frac {\mathrm {I_{N}-D_{P}} }{\mathrm {S_{A}} }}}
Где:
IN — нераспределенная прибыль отчетного периода;
DP — дивиденды по привилегированным акциям, начисленные за отчётный период;
SA — средневзвешенное число обыкновенных акций, находившихся в обращении в отчётный период.
Данные о прибыли компании берутся из Отчета о прибылях и убытках, а в качестве отчетного периода чаще всего используется финансовый год, либо четыре последних квартала. Зная EPS можно ориентировочно спрогнозировать будущую величину балансовой стоимости акции BV (англ. Book Value), используемую во второй модели оценки справедливой стоимости акции. Текущее значение BV определяется по данным бухгалтерского Баланса путём деления величины собственного капитала на количество обыкновенных акций:
{\displaystyle \mathrm {BV} ={\frac {\mathrm {Equity} }{\mathrm {Stocks} }}}
Значения EPS и BV используются для расчета двух наиболее популярных мультипликаторов рыночной стоимости, с помощью которых оценивают привлекательность обыкновенных акций той или иной компании. Первый, это коэффициент P/E, рассчитываемый по следующей формуле:
{\displaystyle \mathrm {P/E} ={\frac {\mathrm {P} }{\mathrm {EPS} }}}
где: {\displaystyle P} — цена акции, {\displaystyle EPS} — прибыль на акцию.
Иными словами, коэффициент P/E выражает рыночную стоимость единицы прибыли компании. Меньшее значение коэффициента говорит о том, что прибыль данной компании оценивается на рынке дешевле, чем прибыль той компании, у которой коэффициент больше. Кроме того, коэффициент P/E показывает какое число отчетных периодов должно пройти, чтобы полностью покрыть текущую стоимость акции.
Второй популярный финансовый коэффициент P/BV, рассчитывается как отношение текущей рыночной цены акции к её балансовой стоимости:
{\displaystyle \mathrm {P/BV} ={\frac {\mathrm {P} }{\mathrm {BV} }}}
Этот коэффициент определяет, насколько переоценена акция относительно своей балансовой стоимости. В самой грубой форме, это означает — какую долю от потраченных на покупку акции средств, инвестор сможет вернуть себе в случае банкротства компании. Значение коэффициента меньше единицы говорит о том, что акции компании торгуются ниже их текущей балансовой стоимости и являются недооцененными, и наоборот, значение коэффициента больше единицы говорит о том, что акции компании являются переоцененными. Сравнивая акции двух компаний, преимущество имеет акция с более низким коэффициентом P/BV. P/BV имеет большое значение для промышленных компаний и финансовых учреждений, и как правило, несущественное значение для софтверных компаний и предприятий из сферы услуг. Кроме того, сравнение акций различных эмитентов посредством коэффициентов целесообразно только в рамках одной отрасли, сравнивания же компании из разных отраслей экономики, необходимо знать среднее значение коэффициентов по отрасли в целом, и уже на основании этих даны делать какие-либо выводы.
Ещё один мультипликатор, часто используемый для сравнения рыночной стоимости компании, это коэффициент P/S, отражающий отношение рыночной капитализации компании к объёму её продаж.
{\displaystyle \mathrm {P/S} ={\frac {\mathrm {MCap} }{\mathrm {Sales} }}}
Этот показатель рассматривается ввиду того, что используя тонкости бухгалтерского учёта можно существенно улучшить показатель P/E, а показатель P/S скорректировать очень сложно.
Также при фундаментальном анализе компаний используются различные коэффициенты рентабельности, отражающие степень эффективности использования материальных и денежных ресурсов. Наиболее популярными из них являются Рентабельность продаж ROS (англ. Return on Sales), Рентабельность активов ROA (англ. Return on Assets) и Рентабельность собственного капитала ROE (англ. Return on Equity).
{\displaystyle \mathrm {ROS} ={\frac {\mathrm {Profit} }{\mathrm {Sales} }}\quad \quad \quad \mathrm {ROA} ={\frac {\mathrm {Profit} }{\mathrm {Assets} }}\quad \quad \quad \mathrm {ROS} ={\frac {\mathrm {Profit} }{\mathrm {Equity} }}}
Сравнивая между собой различные компании, преимущество будет иметь та компания, у которой эти коэффициенты больше.
Все вышеописанные коэффициенты постоянно меняются с течением времени, поэтому необходимо оценивать не только их текущее состояние, но и их динамику в прошлом. Кроме того, используя исторические значения коэффициентов можно провести сравнительный анализ посредством их соотношений, что позволит наглядно оценить текущую ситуацию и определить наиболее привлекательную с фундаментальной точки зрения компанию. Ниже представлены графики финансовых коэффициентов НК «Лукойл» и «Газпромнефть», а также соотношения этих коэффициентов.
Как видно, в начале 2010 года по большинству фундаментальных факторов акции «Лукойл» выглядели более привлекательными, чем акции «Газпром нефть», кроме того, акции «Лукойл» были недооценены с точки зрения Технического анализа, несмотря на высокую волатильность соотношения их стоимости. В такой ситуации целесообразно было бы открыть длинную позиции по акциям «Лукойл» и короткую позицию по акциям «Газпромнефть».
В Парном трейдинге, как и в случае со стратегиями Buy & Hold, можно существенно снизить общий риск портфеля путём одновременного открытия позиций по большому количеству пар. В таком случае, даже если какие-то пары не оправдают ожиданий относительно возврата своих соотношений к среднему значению, другие пары, соотношение которых все же вернулось к средней величине, компенсируют полученный убыток.
Парные сделки может совершить практически любой инвестор, однако одновременно следить за огромным количеством всевозможных пар очень сложно. Эту проблему решают современные программные комплексы, позволяющие в режиме реального времени рассчитывать все необходимые параметры по неограниченному количеству пар, а также в автоматическом режиме совершать парные сделки по заранее заданному алгоритму, что делает стратегии Парного трейдинга ещё более доходными.